# Метод граничного элемента
Метод граничных элементов (Метод потенциала, метод граничных интегральных уравнений) — метод решения краевой задачи, в котором благодаря использованию формул Грина, она сводится
к интегральному уравнению на границе расчетной области (чаще всего к (обобщенному) интегральному уравнению Фредгольма второго рода).
Применялся изначально при решении задач
Дирихле, Неймана — уравнение Лапласа.
Потом получил обобщение для уравнений теории упругости. Одним аналогом формул Грина в теории упругости являются формулы Бетти (упругие потенциалы на основе решения Кельвина-Сомилианы) . Другой использовал Вейль (антенный потенциал).
В. Д. Купрадзе обобщил постановку для граничных задач теории колебаний и других.

## Достоинства
В 80е метод граничных элементов (МГЭ) рассматривался как возможный конкурент метода конечных элементов (МКЭ). Основное преимущество по сравнению с МКЭ — точное удовлетворение исходному дифференциальному уравнению внутри расчетной области. В задачах с бесконечной границей МГЭ имеет преимущество из-за легкого её учета.

## Недостатки
Недостатками традиционной постановки метода являются:
- Рассматриваются граничные условия одного типа либо Дирихле, либо Неймана, смешанная задача не рассмотрена. (Не составляет труда записать уравнения смешанной задачи, но они не имеют теории решения.)
- Граница должна быть гладкой. (Полученные при решении задачи Неймана сингулярные интегралы не существуют в угловых точках кусочно гладкой границы.)
- Матрица результирующей системы линейных алгебраических уравнений (СЛАУ), заменяющей интегральное, — полностью заполненная, в отличие от МКЭ, в котором она содержит большое количество нулей (хотя в МКЭ матрица на единицу размерности больше, так как сетка элементов наносится на всю область, а не только на границу).

## Сложности
Так же к недостаткам можно отнести техническую сложность МГЭ:
- Вычисление сингулярных интегралов представляет трудность. Они могут быть вычислены, например, с помощью формулы Стокса, после замены границы набором плоских элементов. Либо с помощью их регулярного представления (Перлин П. И.).
- Разрешающие уравнения (обобщенные) Фредгольма второго рода, находятся на границе круга сходимости. То есть либо само уравнение, либо союзное к нему имеют собственные решения (отличные от нуля решения при нулевой правой части) . Что в частности, не позволяет искать решение внешней задачи Дирихле на основе потенциала двойного слоя, так как условие разрешимости нельзя сформулировать, — в общем случае неизвестна собственная функция союзного уравнения. (Хотя исходная задача имеет единственное решение, — потенциал двойного слоя не удовлетворяет «условию излучения»[1].) Способ перехода к модифицированным уравнениям известен. (Если к ним не переходить, то например, при решении внутренней задачи Неймана определитель матрицы СЛАУ при уменьшении характерного размера сети граничных элементов стремится к нулю.)

Трудности метода можно оценить прочитав предисловие Шермана Д. И. к.

## В целом
- Можно сказать, что в рамках традиционной постановки задачи Дирихле, Неймана (и соответствующие им теории упругости) для гладкой границы успешно решаются. Можно использовать аналитическое интегрирование (не всегда это рационально с точки зрения расхода машинных ресурсов) и метод последовательных приближений решения СЛАУ (на основе модифицированных уравнений), для доказательства сходимости которых используется теория интегральных уравнений Фредгольма второго рода.
- Из-за сложности реализации и ограниченной сферы применения интерес к методу уменьшился. По крайней мере, заменой МКЭ, как ожидалось, он не стал.
- Существует большое число постановок, отличных от традиционной. В том числе в тех случаях, когда математическая теория отсутствует, а уравнения записать можно. Например, решение на основе уравнения Фредгольма первого рода, для чего необходимо производить регуляризацию, иначе задача является некорректно поставленной (при небольшом изменении правой части, решение изменяется значительно). Смешанной задачи, где необходимо учесть возможное появление неограниченной производной искомой функции вблизи точки смены граничных условий даже при гладкой границе. Обобщение для кусочно гладкой границы (в плоском случае) можно производить с помощью уравнений для гладкой границы, путём введения весовых функций, полученных на основе исследования асимптотик решений для клина.
- За рубежом есть сообщество исследователей МГЭ, — см.: «boundary element method»; переводную книгу:[7] Издаются тематические журналы.
- Развитие метода на конец советского времени можно оценить в[8].
- Перечень уравнений, для которых метод ставился, можно найти в[9]. (Приводимая в книге формулировка отличается от традиционной, создана Купрадзе в последние годы жизни, имеет существенные недостатки, связанные с корректностью постановки задачи, о чем в книге упоминается.)